# Gazeta Sporturilor
Gazeta Sporturilor es un diario en rumano fundado en 1924 en Bucarest, Rumania, y la publicación deportiva más popular y leída del país. El periódico es propiedad de Intact Group, que también publica Jurnalul Național y posee el canal de televisión Antena 1.

## Historia
El periódico fue fundado en 1924, a pesar de que no apareció durante el período comunista, cuando fue sustituido por el diario Sportul, publicado por el Partido Comunista Rumano. En el año 1990, Gazeta Sporturilor fue restablecido, siendo uno de los primeros periódicos privatizados en el país.
Dirigió el suplemento Fotbal en dos períodos (1966-1974) y (1985-1997). En 1966 entregó el premio Futbolista Rumano del año, galardón que el diario entrega de forma anual desde entonces. En el año 2000, el periódico tuvo una facturación promedio de alrededor de 26.026 copias, alcanzando las 64.795 copias en 2009, convirtiéndose en el líder en los periódicos deportivos por delante de ProSport. Después de un período en el que fue propiedad de Swiss Ringier, Gazeta Sporturilor actualmente forma parte de Intact Media Group, junto con Antena 1 y Jurnalul Național. 
El 25 de julio de 2008 se puso en marcha GSP TV y GSP TV 2 en el Grupo de Televisión Intact llamada "Trustul Antena 1" por los rumanos.